# Mironić
Mironić (en serbe cyrillique : Миронић) est un village de Serbie situé dans la municipalité d’Aerodrom (Kragujevac), district de Šumadija. Au recensement de 2011, il comptait 87 habitants.

## Démographie
| 1948 | 1953 | 1961 | 1971 | 1981 | 1991 | 2002 | 2011 |
| ---- | ---- | ---- | ---- | ---- | ---- | ---- | ---- |
| 279  | 274  | 274  | 172  | 136  | 109  | 99   | 87   |

|  |